# باسكال تشيمبوندا
باسكال تشيمبوندا (بالفرنسية: Pascal Chimbonda)‏ (21 فبراير 1979 م-) لاعب كرة قدم فرنسي يلعب في خط الدفاع. يلعب حالياً لنادي توتنهام هوتسبور الإنكليزي. يجيد اللعب في مركزي الظهير الأيسر والأيمن، كما اشتهر بأدائه وحركاته الرائعة في الملعب والذي شد انتباه الجمهور كثيراً عندما لعب مع ناديه السابق ويغان أثليتيك الأنجليزي، مما أدى إلى تتبع توتنهام له في صيف عام 2006، حتى وقع النادي عقدا معه.

## مهنته الكروية على صعيد الأندية
تشيمبوندا والذي يبلغ من الطول 180 سم والمولود في لاس أبيمس في غواديلوب، كان بدأ مهنته الكروية مع نادي لا هافره في عام 1999 م، وأول مباراة له كانت ضد نادي ستراسبورغ وذلك في 29 أبريل من العام 2000. قضى تشيمبوندا 4 سنوات مع النادي حتى هبط إلى الدرجة الثانية، انتقل بعدها إلى نادي باستيا. أثناء وجوده مع باستيا، تعرض باسكال لتصرفات عنصرية من قبل مشجعي النادي بعد خسارة ثقيلة مع نادي سانت إتيان مما حفزه على مغادرة النادي.
بعد هبوط باستيا غادر تشيمبوندا النادي وذلك في شهر يوليو من العام 2005 وتلقى عرضاً من نادي مارسيليا ولكنه قد رفضه، وفضل الانتقال إلى نادي ويغان الإنكليزي مقابل 500 ألف فرنك فرنسي وتوقيع عقد مدته 3 سنوات. أعلن تشيمبوندا أنه جاهز لتحد جديد، وأنه يريد الحصول على الفرصة في اختبار نفسه ضد أفضل اللاعبين في العالم.
شارك تشيمبوندا مع عدة أندية منها مانشستر يونايتد وآرسنال. في 7 مايو 2006 م، آخر يوم من موسم 06-2005، تسلم طلب نقل بعد خسارتهم المدهشة أمام نادي الآرسنال قد استاء الجمهور منه ومن الإدارة التي تدفع له مبلغاً كان من المفترض أن تدفعه مقابل لاعبين غيره أفضل منه باعتقادهم. قرر النادي أن يضع اللاعب في مقاعد الاحتياط حتى ينتهي عقده ما لم يشتره ناد آخر. ارتبط بعدها بعدة أندية مثل ويغان وميدلزه ولكنه رفض. ظهر لآخر مرة مع ناديه ويغان في 8 أغسطس في العام 2006 حيث فازوا ضد نادي ريدينغ.
في 31 أغسطس قد قبل نادي ويغان دفعة من نادي توتنهام الإنكليزي وذلك مقابل 5.25 مليون فرنك فرنسي, 3.75 مليون منها تُدفع مقدماً والبقية يعتمد على ظهور ونجاح اللاعب في النادي. قد تم العقد في 31 أغسطس من العام 2006.
ظهر لأول مرة مع توتنهام في مباراته ضد نادي مانشستر يونايتد وذلك في 9 سبتمبر من العام 2006 وقدم عرضاً رائعاً.

## مهنته الكروية على الصعيد الدولي
لقد اختاره المدرب في تشكيلة الفريق نظراً لأدائه الرائع في المباريات السابقة، على الرغم من أنه لا يمتلك خبرة دولية سابقة إلا أنه ظهر في المباراة الدولية الوحيدة له ضد الدانمارك والتي فاز بها المنتخب الفرنسي بهدفين مقابل لا شيء، ولكنه قد ظهر في الدقائق الأخيرة بعد أن استبدل باللاعب ويلي سانيول في الدقيقة 87. لم يظهر تشيمبوندا أبداً في كأس العالم 2006، بل بقي على مقاعد الاحتياط.

## روابط خارجية
- باسكال تشيمبوندا على موقع الاتحاد الدولي (مؤرشف)  (الإنجليزية)
- باسكال تشيمبوندا على موقع رابطة كرة القدم الفرنسية للمحترفين (الإنجليزية)
- باسكال تشيمبوندا على موقع قاعدة بيانات كرة القدم.إي يو (الإنجليزية)
- باسكال تشيمبوندا على موقع ليكيب (الفرنسية)
- باسكال تشيمبوندا على موقع ناشيونال فوتبول تيمز (الإنجليزية)
- باسكال تشيمبوندا على موقع Soccerbase.com (لاعب) (الإنجليزية)
- باسكال تشيمبوندا على موقع Soccerway.com (الإنجليزية)
- باسكال تشيمبوندا على موقع عالم كرة القدم.نت (الإنجليزية)
- باسكال تشيمبوندا على موقع كووورة